# Byrrhodes incomptus
Byrrhodes incomptus là một loài bọ cánh cứng thuộc chi Byrrhodes trong họ Ptinidae.